# Ichneumon approximans
Ichneumon approximans là một loài tò vò trong họ Ichneumonidae.